# Huara de Indios El Checo
Huara de Indios El Checo es una localidad peruana ubicada en el distrito de Ayabaca, perteneciente a la provincia homónima del departamento de Piura, al norte del Perú. 

## Ubicación
Huara de Indios El Checo se ubica al noreste de la provincia de Ayabaca, en el distrito de Ayabaca, en el departamento de Piura.

## Demografía
En 2017 Huara de Indios El Checo tenía una población de 3 habitantes.